# Abelit
Abelit – mieszanina wybuchowa amonowo-saletrzana (amatol) złożona z azotanu amonu, trotylu, dwunitrobenzenu i soli kamiennej. Swą nazwę zawdzięcza brytyjskiemu chemikowi i wynalazcy Frederickowi Augustusowi Abelowi. Jest używany i stosowany w górnictwie jako kruszący materiał wybuchowy.